# 孙宏斌 (1966年)
孙宏斌，中国药科大学教授，中国教育部长江学者特聘教授，中国药学会药物化学专业委员会副主任委员，主要研究方向为代谢与免疫调控新药发现。

## 生平
孙宏斌于1989年毕业于吉林大学化学系，1995年获中国药科大学博士学位，1997年至2003年在德国和美国从事科研工作。主持过中国国家自然科学基金重点项目等20余项科研项目。